# Lista över countyn i Arkansas

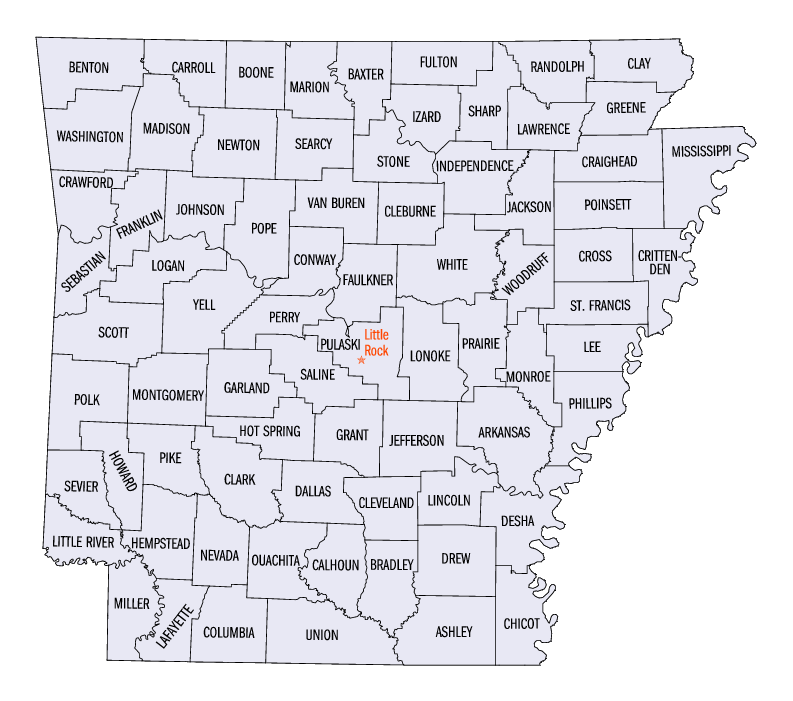
Arkansas countyn.

Detta är en lista över de 75 countyn som finns i delstaten Arkansas i USA.
| County              | Centralort (County Seat)  |
| ------------------- | ------------------------- |
| Arkansas County     | De Witt Stuttgart         |
| Ashley County       | Hamburg                   |
| Baxter County       | Mountain Home             |
| Benton County       | Bentonville               |
| Boone County        | Harrison                  |
| Bradley County      | Warren                    |
| Calhoun County      | Hampton                   |
| Carroll County      | Berryville Eureka Springs |
| Chicot County       | Lake Village              |
| Clark County        | Arkadelphia               |
| Clay County         | Piggott Corning           |
| Cleburne County     | Heber Springs             |
| Cleveland County    | Rison                     |
| Columbia County     | Magnolia                  |
| Conway County       | Morrilton                 |
| Craighead County    | Jonesboro                 |
| Crawford County     | Van Buren                 |
| Crittenden County   | Marion                    |
| Cross County        | Wynne                     |
| Dallas County       | Fordyce                   |
| Desha County        | Arkansas City             |
| Drew County         | Monticello                |
| Faulkner County     | Conway                    |
| Franklin County     | Ozark                     |
| Fulton County       | Salem                     |
| Garland County      | Hot Springs               |
| Grant County        | Sheridan                  |
| Greene County       | Paragould                 |
| Hempstead County    | Hope                      |
| Hot Spring County   | Malvern                   |
| Howard County       | Nashville                 |
| Independence County | Batesville                |
| Izard County        | Melbourne                 |
| Jackson County      | Newport                   |
| Jefferson County    | Pine Bluff                |
| Johnson County      | Clarksville               |
| Lafayette County    | Lewisville                |
| Lawrence County     | Walnut Ridge              |
| Lee County          | Marianna                  |
| Lincoln County      | Star City                 |
| Little River County | Ashdown                   |
| Logan County        | Booneville Paris          |
| Lonoke County       | Lonoke                    |
| Madison County      | Huntsville                |
| Marion County       | Yellville                 |
| Miller County       | Texarkana                 |
| Mississippi County  | Blytheville Osceola       |
| Monroe County       | Clarendon                 |
| Montgomery County   | Mount Ida                 |
| Nevada County       | Prescott                  |
| Newton County       | Jasper                    |
| Ouachita County     | Camden                    |
| Perry County        | Perryville                |
| Phillips County     | Helena-West Helena        |
| Pike County         | Murfreesboro              |
| Poinsett County     | Harrisburg                |
| Polk County         | Mena                      |
| Pope County         | Russellville              |
| Prairie County      | Des Arc                   |
| Pulaski County      | Little Rock               |
| Randolph County     | Pocahontas                |
| Saline County       | Benton                    |
| Scott County        | Waldron                   |
| Searcy County       | Marshall                  |
| Sebastian County    | Fort Smith                |
| Sevier County       | De Queen                  |
| Sharp County        | Ash Flat                  |
| St. Francis County  | Forrest City              |
| Stone County        | Mountain View             |
| Union County        | El Dorado                 |
| Van Buren County    | Clinton                   |
| Washington County   | Fayetteville              |
| White County        | Searcy                    |
| Woodruff County     | Augusta                   |
| Yell County         | Danville Dardanelle       |